# Нохедзі

40°51′52″ пн. ш. 141°7′43″ сх. д. / 40.86444° пн. ш. 141.12861° сх. д.
Нохе́дзі (яп. 野辺地町, のへじまち, МФА: [nohed͡ʑi mat͡ɕi̥]) — містечко в Японії, в повіті Камі-Кіта префектури Аоморі. Виникло на основі портового поселення раннього нового часу. Місце розташування гарячих джерел Макадо. Станом на 1 жовтня 2007 площа містечка становила 81,61 км². Станом на 1 липня 2008 населення містечка становило 14 503 осіб.